# Folkbiografen
Folkbiografen var en biograf i Arbetarföreningens B-sal vid Järntorget i Göteborg, som öppnade 2 september 1911. Namnet Nya Folkbiografen användes en kort tid 1917 efter ägarbyte.